# Umbrella Corporation
Pour l’article homonyme, voir Umbrella.
 (octobre 2019).
Si vous disposez d'ouvrages ou d'articles de référence ou si vous connaissez des sites web de qualité traitant du thème abordé ici, merci de compléter l'article en donnant les références utiles à sa vérifiabilité et en les liant à la section « Notes et références ».
Umbrella Corporation est une société multinationale fictive de recherche pharmaceutique dans l'univers de la saga japonaise de jeux vidéo Resident Evil, de type survival horror et édité par Capcom. Il s'agit aussi sensiblement de la même entreprise fictive apparaissant dans la série de films Resident Evil.

## Histoire
Umbrella est créée en 1968 par les trois découvreurs du virus Progenitor : Oswell E. Spencer, James Marcus, et Edward Ashford afin de couvrir leurs recherches illégales sur le Progenitor et les armes bio organiques (des animaux de diverses espèces voire des humains transformés en monstres par le virus), elle développe de manière clandestine des armes biologiques génétiquement modifiées qu'elle revend à des groupes para-militaires et à des pays du Tiers-Monde. 
L'incident de Raccoon City précipite la dissolution de la multinationale. Après que le président Graham ait envoyé un missile nucléaire pour purger Raccoon City, toutes les preuves concernant l'implication d'Umbrella dans l'incident sont soit récupérées par les soldats de l'USS, soit détruites par le missile. 
Le coup final est porté à Umbrella lorsque des mercenaires dirigés par Chris Redfield et Jill Valentine attaquent la base d'Umbrella en Russie en détruisant toutes les données et récupèrent les recherches du laboratoire pour l'exposer au public.

## Les fondateurs
- Ozwell E. Spencer : Virologue britannique, PDG d'Umbrella Corporation.
- Edward Ashford : Virologue britannique, cofondateur d'Umbrella.
- James Marcus : virologue, créateur du Virus T (Progenitor) et directeur du centre de formation.

## Les héritiers
- Alexander Ashford : directeur d'un centre d'Umbrella en Antarctique.
- Alfred Ashford et Alexia Ashford : jumeaux, ils sont les enfants d'Alexander. Ils travaillent sur le Virus Veronica.

## Les chercheurs
- Albert Wesker : chef de la branche d'élite de Raccoon City, les S.T.A.R.S (Special Tactics And Rescue Service) et chercheur sur le Virus T.
- William Birkin : créateur du Virus G..

## Umbrella Corporation à travers les films
Umbrella Corporation dans les films Resident Evil est une entité symbolique du pouvoir absolu et de la corruption scientifique. Née de la science bien intentionnée de James Marcus et dévoyée par le fanatisme d’Alexander Isaacs, elle illustre le glissement de l’idéalisme vers la dystopie. L’opposition entre Alice et Isaacs, entre l’humanité et le contrôle, constitue l’axe moral central de la saga.

### Fondateurs
- Dr. James Marcus : Scientifique pionnier dans le développement du Virus-T, initialement conçu pour traiter des maladies génétiques comme la progéria. Son but était humaniste : sauver sa fille, Alicia Marcus, atteinte d’un vieillissement prématuré. Ses recherches sont détournées par ses associés, notamment Isaacs, pour militariser le virus.
- Dr. Alexander Isaacs : Co-fondateur, cerveau stratégique et idéologue d’Umbrella, il détourne les travaux de Marcus pour mettre en place un plan mondial de purification génétique par le chaos viral. Il croit à un monde post-apocalyptique régénéré par une élite sélectionnée.

### Dirigeants notables
- Albert Wesker : Haut responsable et visage public d’Umbrella. Charismatique et perfide, il n’hésite pas à trahir ses alliés pour conserver le pouvoir.
- Red Queen : Intelligence artificielle créée par James Marcus pour protéger Alicia. D’abord antagoniste, elle devient une alliée de l’humanité dans le dernier volet.
- Alice : Clone d’Alicia Marcus. Ancienne agent de sécurité Umbrella, elle devient son principale ennemie et l’incarnation d’une humanité résistante.